# Richard Doddridge Blackmore
Richard Doddridge Blackmore (Longworth, 7 giugno 1825 – Teddington, 20 gennaio 1900) è stato uno scrittore inglese, conosciuto come R.D. Blackmore, è stato uno dei più celebri autori inglesi della seconda metà del XIX secolo.

## Biografia
Acclamato per le vivide descrizioni e per la personificazione della campagna, condivide con Thomas Hardy l'essere influenzato dall'Inghilterra orientale e da un forte senso di ambientazione regionale nei suoi lavori
Blackmore, spesso definito come "l'ultimo Vittoriano", fu un pioniere del filone romanzesco, continuato tra gli altri da Robert Louis Stevenson. È stato descritto come "orgoglioso, timido, di forte temperamento, dolce ed egocentrico". Tranne Lorna Doone, il suo lavoro più celebre, le sue opere non vengono più ristampate. Questo romanzo,  ambientato nella seconda metà del XVII secolo, durante i regni di Carlo II e di Giacomo II, si caratterizzò più per il gusto dell'avventura e del misterioso che dell'aspetto storico. La sua opera si distinse anche per il linguaggio, una prosa poetica, intrisa di umorismo e di una ricchezza di ornamenti esteriori.